# Lucy-le-Bois
Lucy-le-Bois è un comune francese di 338 abitanti situato nel dipartimento della Yonne nella regione della Borgogna-Franca Contea.

## Società

### Evoluzione demografica
Abitanti censiti